# Barasanas
Os Barasanas são um grupo indígena que habita o noroeste do estado brasileiro do Amazonas, mais precisamente na Área Indígena Alto Rio Negro.